# Cedusa ignota
Cedusa ignota är en insektsart som beskrevs av Yang och Wu 1993. Cedusa ignota ingår i släktet Cedusa och familjen Derbidae. Inga underarter finns listade i Catalogue of Life.